# Tatra (tramfabriek)

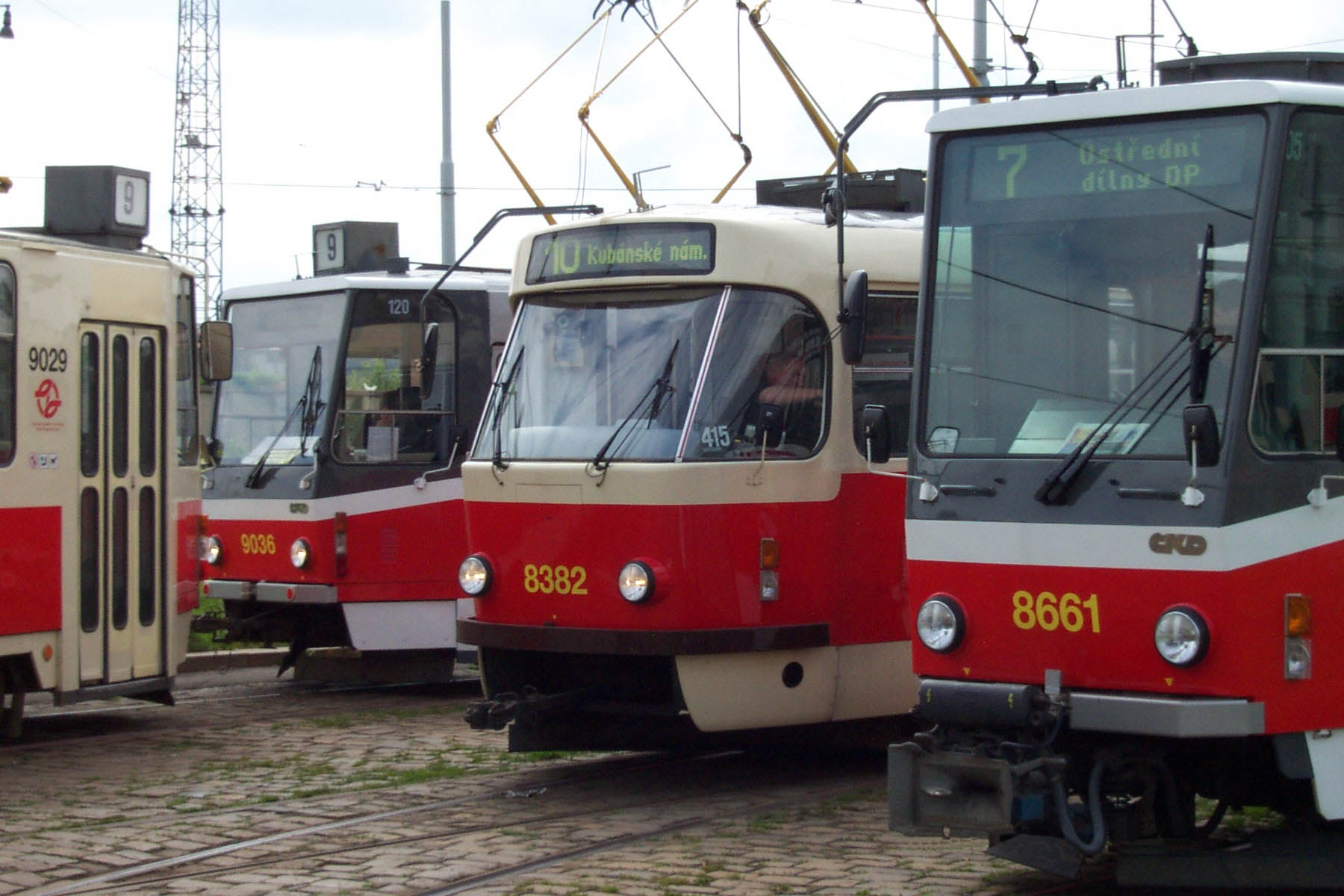
Praagse trams van verschillende bouwjaren gebouwd door ČKD Tatra (2004).

ČKD Tatra n.p., tot 1963: Vagonka Tatra Smíchov n.p., was een fabrikant van railvoertuigen in Praag in Tsjecho-Slowakije. In het gebied van de Comecon (Raad voor wederzijdse economische bijstand; 1949-1991) met de lidstaten Sovjet-Unie, Polen, Duitse Democratische Republiek, Tsjecho-Slowakije, Hongarije, Roemenië, Bulgarije, Cuba en Mongolië was deze fabriek de belangrijkste producent van tramwagens.

## Geschiedenis
ČKD Tatra ontstond in 1946 als Vagonka Tatra Smíchov n.p. uit een onderdeel van het genationaliseerde bedrijf Ringhoffer-Tatra Werke AG, ontstaan uit een fusie van de Tatra-Werke AG en de Ringhoffer-Werke te Praag, dat al vanaf 1854 spoorwegmaterieel en later trammaterieel bouwde. Traditionele producten van het bedrijf waren tramwagens, maar ook salonrijtuigen en tenders voor stoomlocomotieven. Referentieproduct voor de naoorlogse jaren was bijvoorbeeld het salonrijtuig voor Jozef Stalin.
In 1949 kocht de fabriek de licentie voor de bouw van Amerikaanse PCC-cars. De eerste trams volgens dit ontwerp werden vanaf 1951 als T1 in de fabriek in de Praagse wijk Smíchov gebouwd. De fabriek specialiseerde zich in de tijd daarna op de productie van tramwagens. Toeleverancier van de elektrische installaties was het Praagse bedrijf Českomoravská Kolben Daněk (ČKD). Spoorwegrijtuigen werden echter ook verder geproduceerd, bijvoorbeeld rijtuigen voor de smalspoorlijnen van de ČSD. Vanaf 1963 was de fabriek voortaan als ČKD Tatra n.p. onderdeel van het bedrijf ČKD.
Op initiatief van de Dresdner Verkehrsbetriebe (tram van Dresden) en een daaruit resulterend leververdrag van 10 juli 1965 begon in 1967 de levering van tramwagens voor de trambedrijven in de DDR. Na het afsluiten van een overeenstemmend verdrag werd de fabriek zo uiteindelijk tot de leidende producent van tramwagens in de landen van de Comecon.
Aan het einde van de jaren zestig ontwikkelde ČKD Tatra ook een motorwagen voor de toen nog in aanbouw zijnde metro van Praag. Als gevolg van verschillende technische problemen kwam het echter niet tot een serielevering.
In het midden van de jaren tachtig was de fabriek verouderd en te klein, en er werd besloten tot de bouw van een nieuwe fabriek in het westelijke stadsdeel Praag-Zličín. Toen deze nieuwe fabriek in 1996 gereed was, was de traditionele afzetmarkt in Oost-Europa reeds ingestort. De fabriek te Smíchov werd afgebroken, de voorgevel van het hoofdgebouw werd geïntegreerd in een nieuw gebouwd winkelcentrum. In de fabriek te Zličín werd uiteindelijk de gehele bouw van spoorwegmaterieel van ČKD geconcentreerd. Toen werd ook met de naam van ČKD Tatra gewijzigd in ČKD Dopravní systémy a.s.
In januari 2000 ging dit bedrijf failliet. In 2001 werd de fabriek uiteindelijk aangekocht door Siemens AG. Het bedrijf heette voortaan Siemens kolejová vozidla s r.o. binnen het concern Siemens Transportation Systems. Tegenwoordig behoort de fabriek tot het onderdeel Public Transit van Siemens Mobility. Er worden spoorwegrijtuigen en treinstellen gebouwd.
De Tatra-trams worden inmiddels door de in 2001 opgerichte Aliance TW verder ontwikkeld. Dit bedrijf bestaat uit het voormalige spoorwegwerkplaats Krnovské opravny a strojírny s.r.o. (KOS) in Krnov, het constructiebedrijf VKV Praha s.r.o. en het verkoopbedrijf Pragoimex a.s., beide uit Praag.

## Railvoertuigen
Belangrijkste product van de fabriek waren van 1951 tot 1997 de Tatra-trams, die in bijna alle landen van het toenmalige 'Oostblok' (Comecon-landen) werden geëxporteerd. Tot in de jaren zestig bouwde de fabriek echter ook spoorwegrijtuigen voor de ČSD.

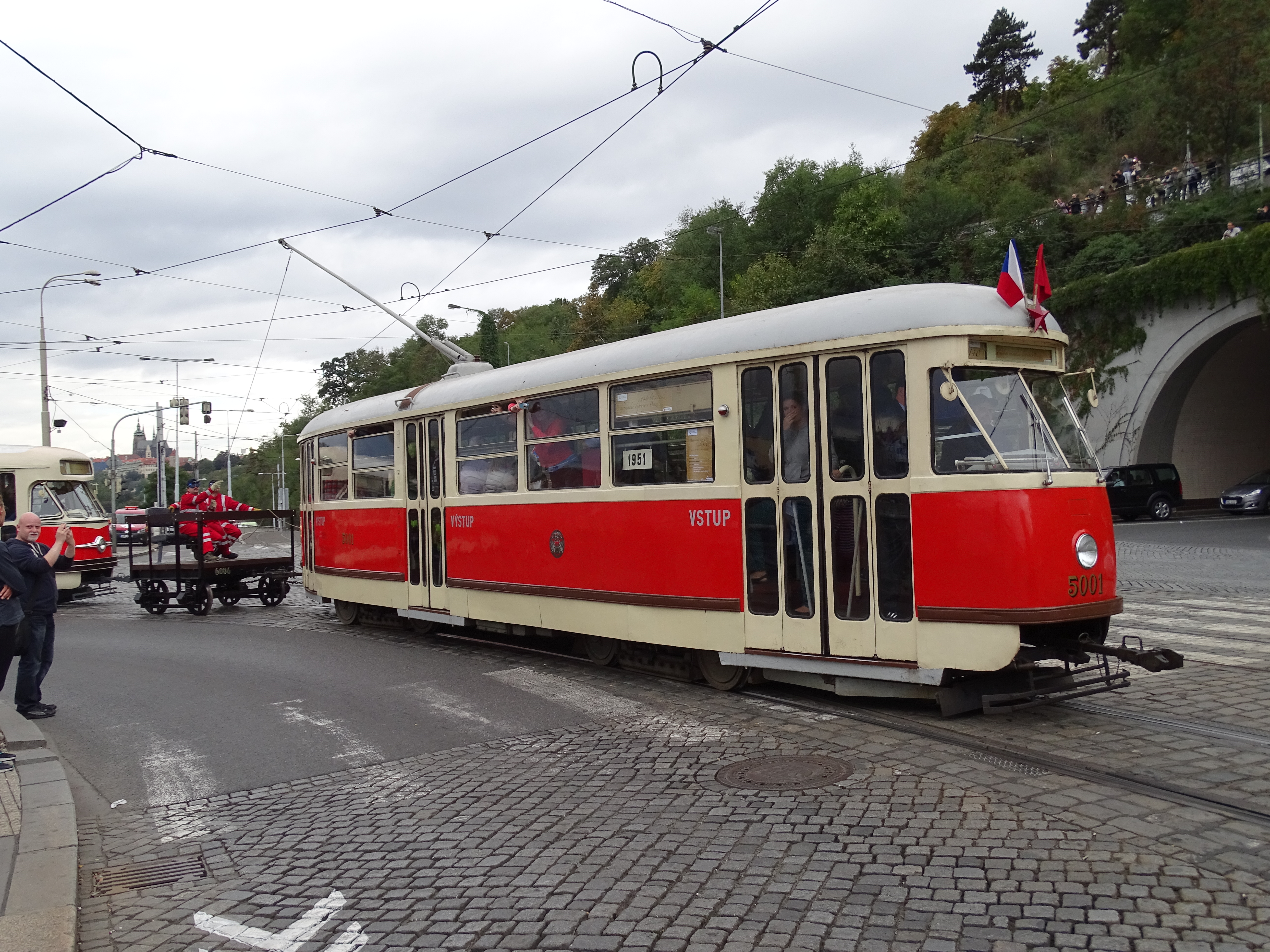
De Praagse motorwagen 5001, de eerste Tatra-tram van het type T1, uit 1951.
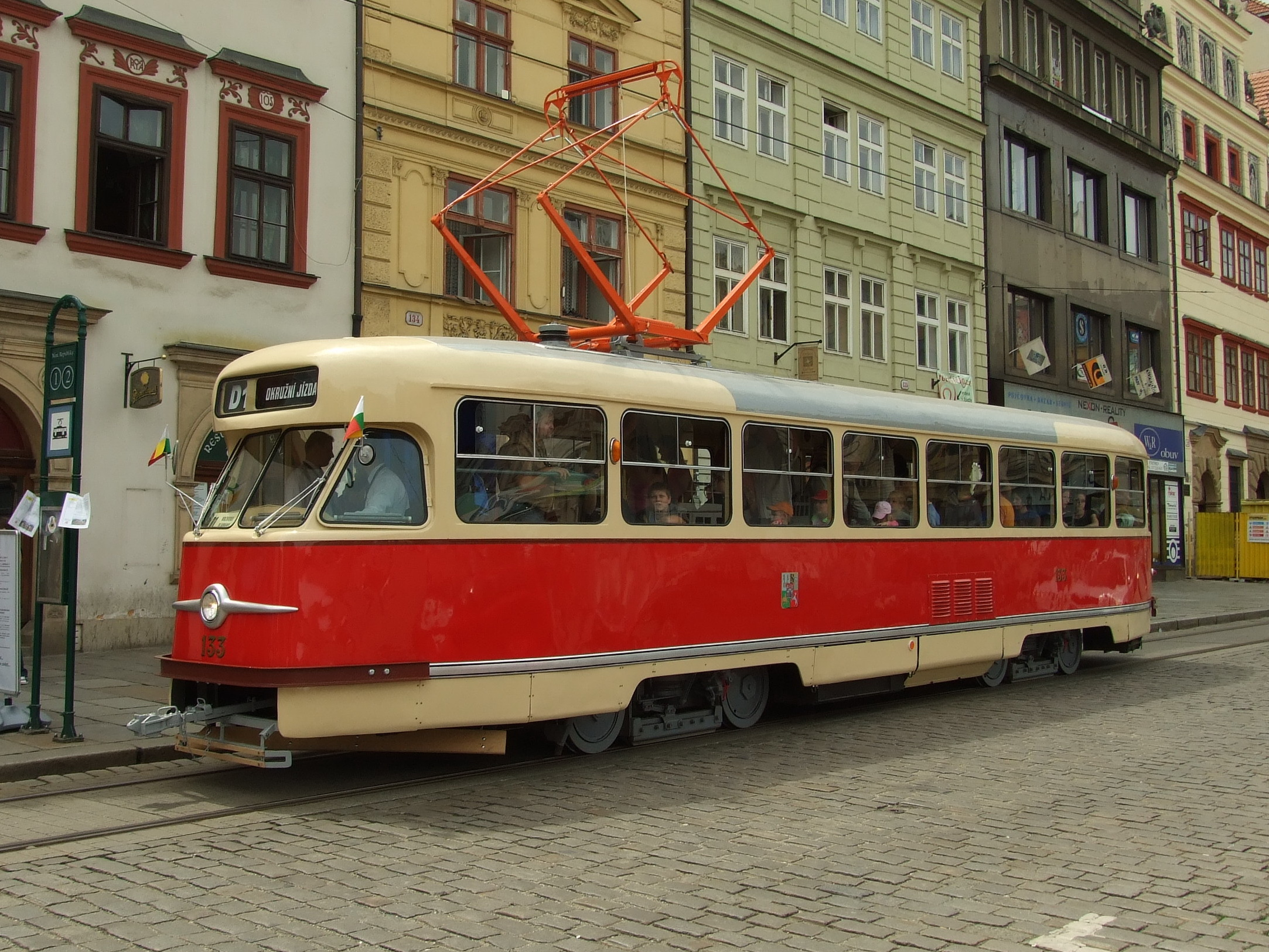
Motorwagen 1435 in Plzeň, van het type T2.
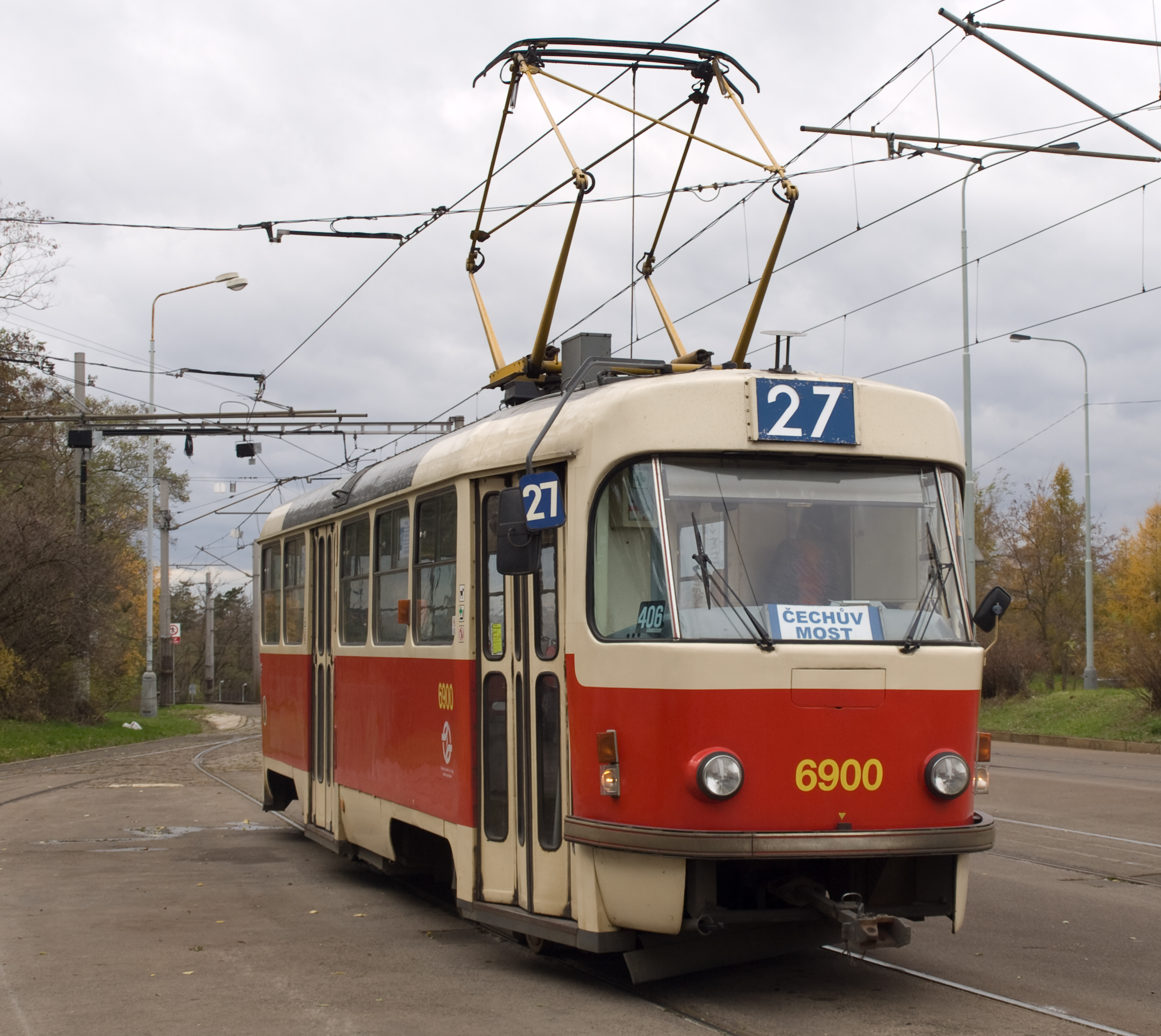
Het type T3 was met 13.991 exemplaren het meest gebouwde tramtype ter wereld.
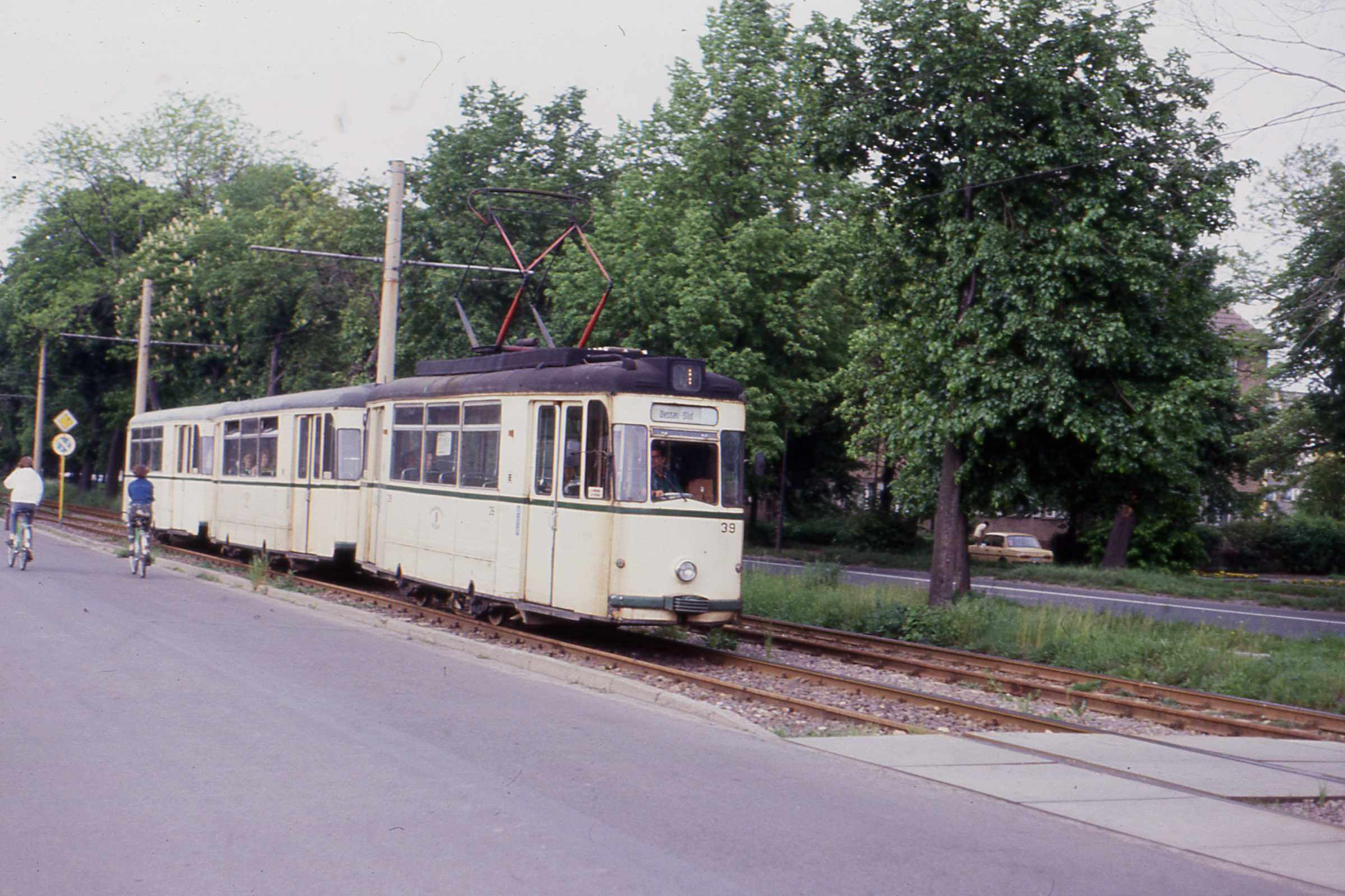
Een tweeassige Tatra-tram van het type T2-62 in Dessau. De laatste trams uit de DDR-tramproductie werden na sluiting van de Gotha-fabriek in 1967 gebouwd door Tatra.
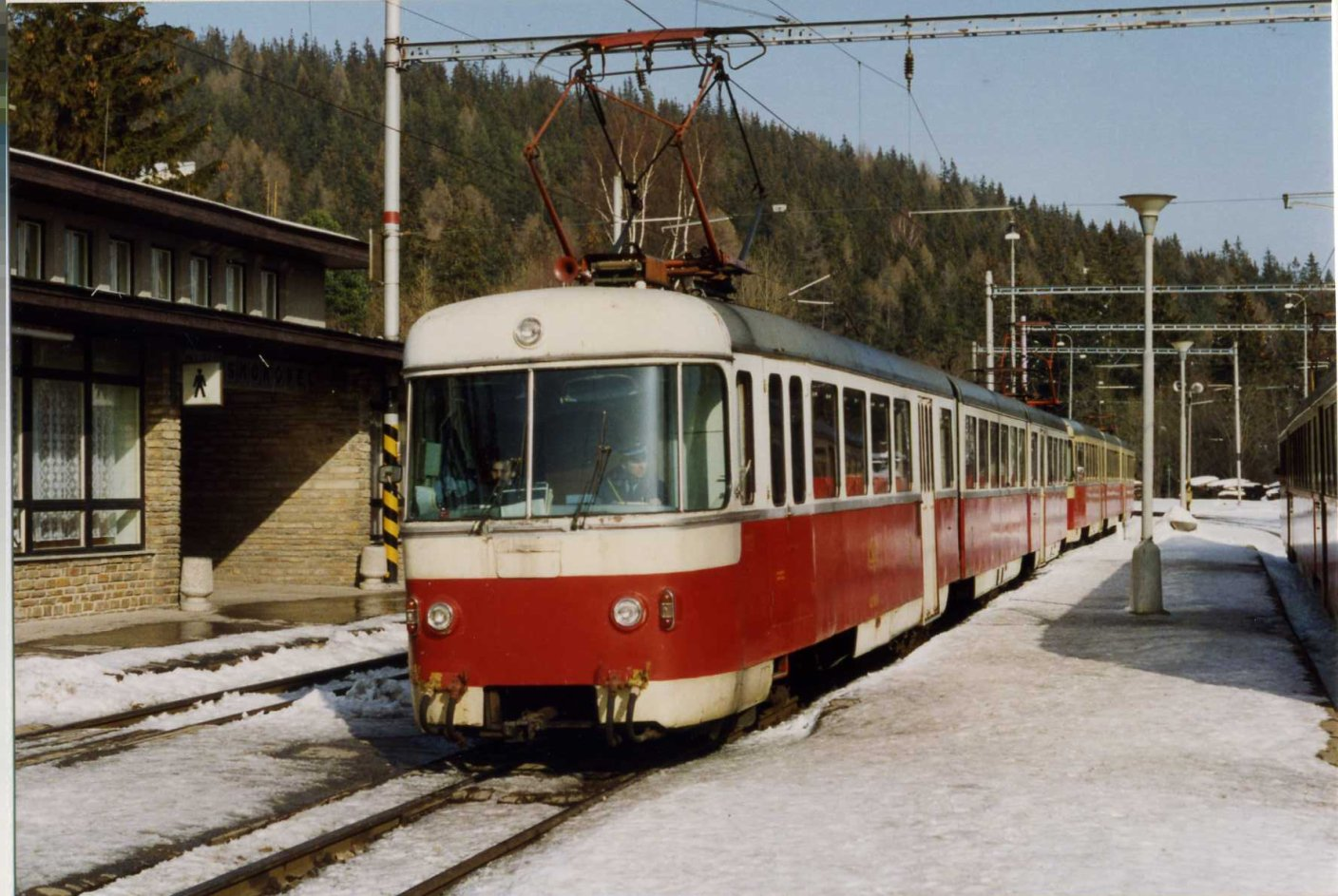
Type 420.95 uit de jaren zestig van de metersporige Tram van de Hoge Tatra in het station van Starý Smokovec in Slowakije.
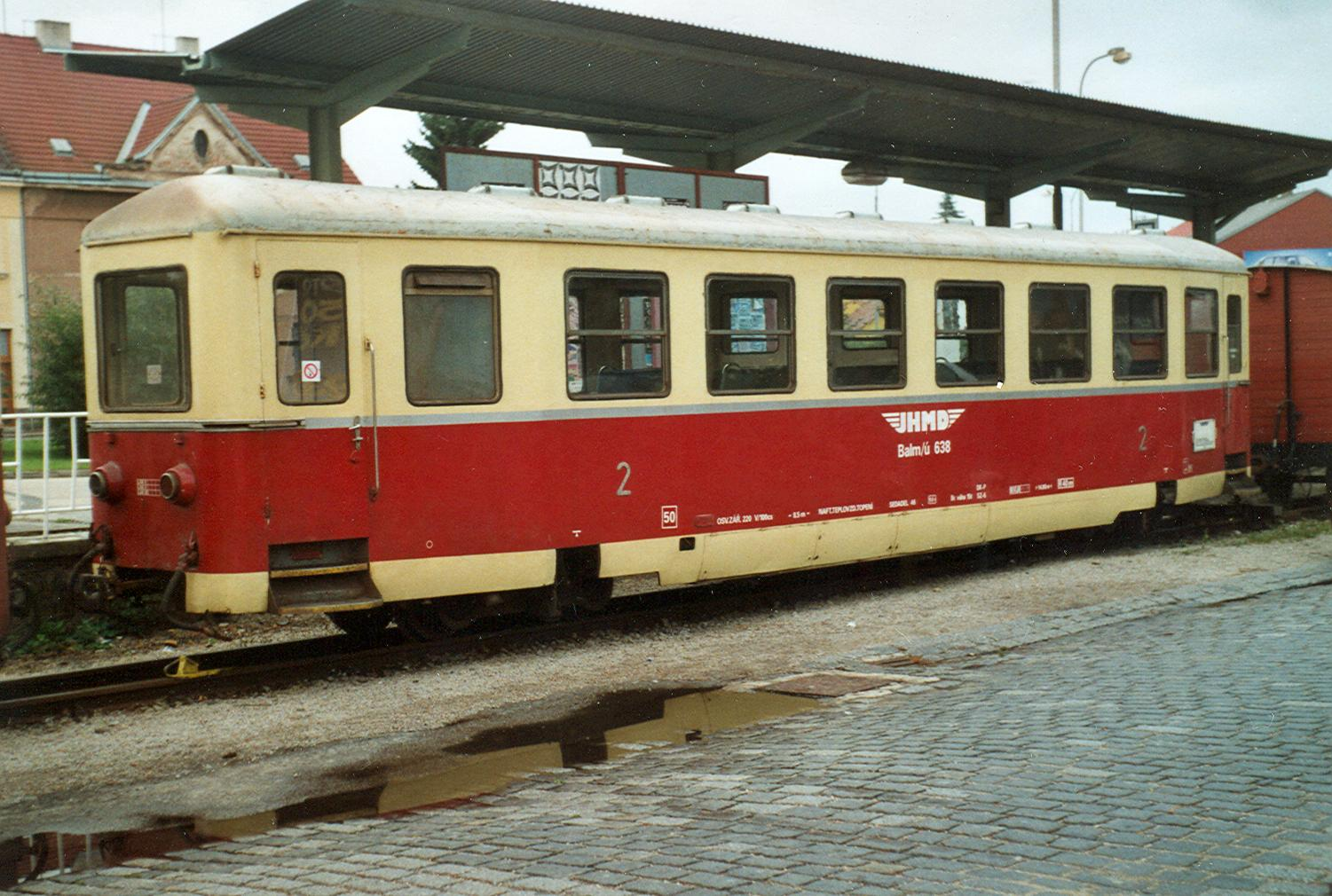
In de jaren zestig gebouwd rijtuig van het type Balm/ú voor de smalspoorlijnen van de ČSD te Jindřichův Hradec (lijn Jindřichův Hradec - Obrataň).
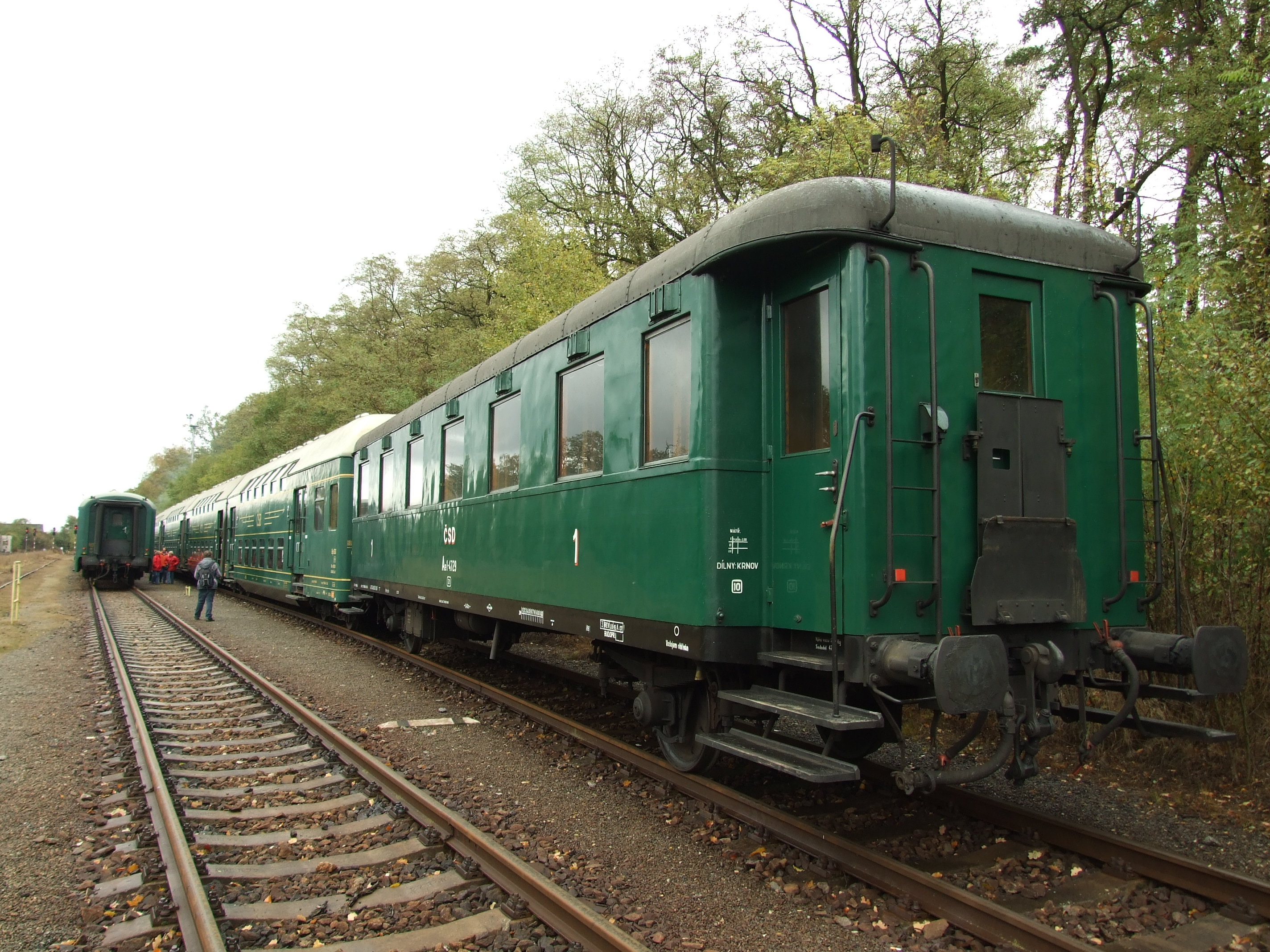
Rijtuig type 'Rybák' van de ČSD te Lužná u Rakovníka.
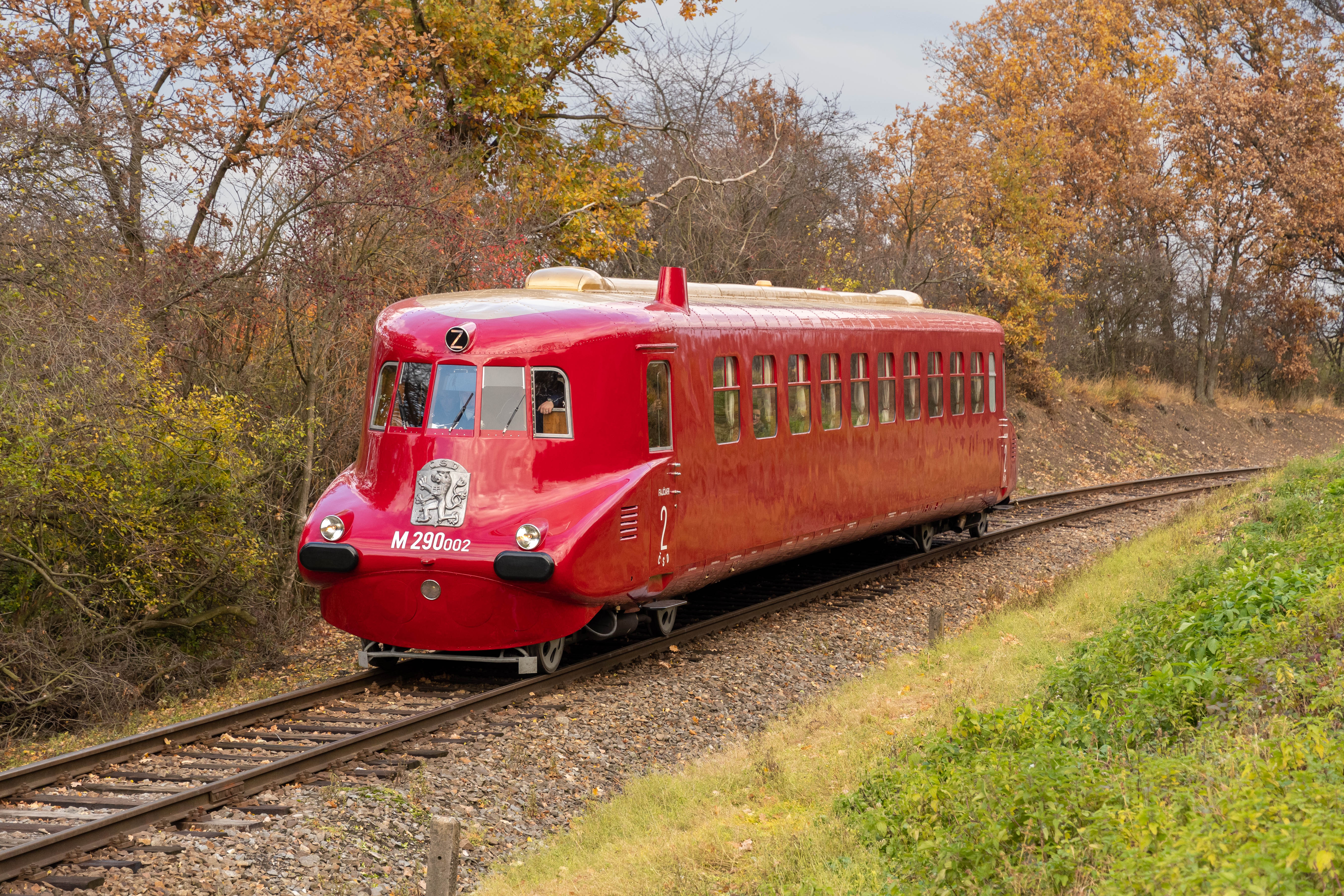
Tatra 68 uit 1936.